# Ingeborg zu Schleswig-Holstein
Ingeborg Prinzessin zu Schleswig-Holstein (vollständiger Name Ingeborg Prinzessin zu Schleswig-Holstein-Sonderburg-Glücksburg; * 9. Juli 1956  in Thumby)  ist eine deutsche Malerin.

## Leben

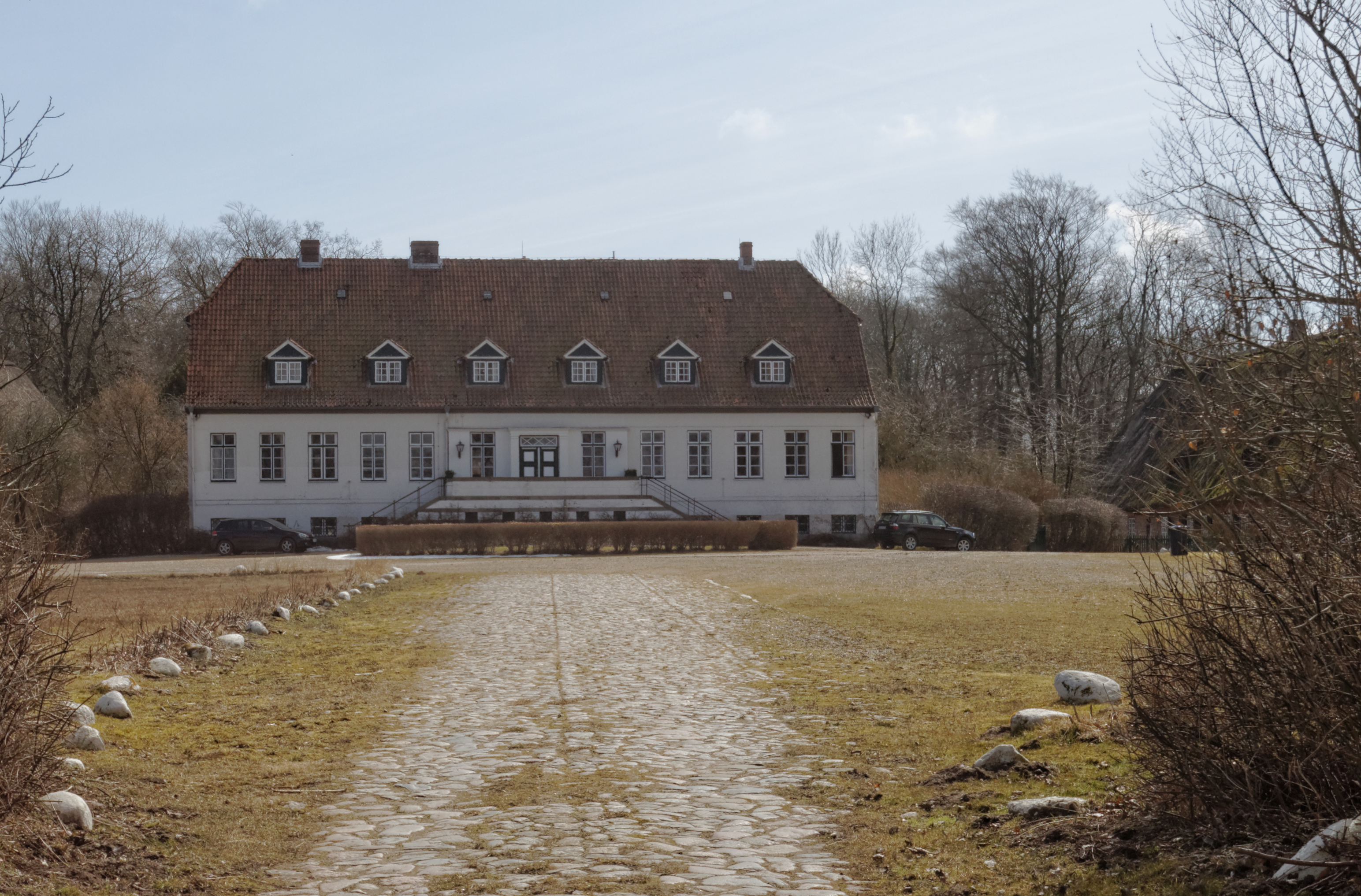
Geburtshaus von Ingeborg Prinzessin zu Schleswig-Holstein, Gut Bienebek (2013)

Ingeborg zu Schleswig-Holstein entstammt väterlicherseits aus der Linie der Familie Schleswig-Holstein-Gottorf und wurde geboren auf Gut Bienebek in Thumby im Kreis Rendsburg-Eckernförde. Ihre Eltern waren Peter Herzog zu Schleswig-Holstein-Sonderburg-Glücksburg und Herzogin Marie-Alix, geborene Prinzessin zu Schaumburg-Lippe. Ihr Großvater Friedrich zu Schleswig-Holstein gründete das Landerziehungsheim und Seglerinternat Stiftung Louisenlund, an dem sie 1976 ihr Abitur absolvierte.
Sie studierte bis 1981 an der Fachhochschule für Gestaltung in Hamburg. In Düsseldorf lernte sie Andy Warhol kennen und ging für fünf Jahre nach New York, wo sie ein Jahr in Warhols Factory arbeitete. Ihre Arbeiten, großflächige abstrakte Gemälde, zeigte sie erstmals in den frühen 1980er Jahren in Ausstellungen in New York, Southampton und Hamburg. 1984 bis 1986 schuf sie für die Hamburger Hauptkirche St. Katharinen, dessen Kirchenvorstand sie bis 2008 angehörte, den Bilderzyklus Weg ins Licht aus 24 Tafelbildern und zwölf Rosetten für den Obergaden. Die Installation inspirierte den polnischen Komponisten Augustyn Bloch (1929–2006) zur Komposition des Oratoriums Denn Dein Licht kommt für das Schleswig-Holstein Musik Festival, das 1988 in der Kirche uraufgeführt wurde. Daraus folgte eine Zusammenarbeit mit Bloch, etwa ein Triptychon, vor dem beim Schleswig-Holstein Musik Festival in Flensburg Blochs Werk Empor aufgeführt wurde, oder 1997 ein Bilderzyklus aus Anlass des 1000-jährigen Bestehens der Stadt Danzig, zu dem Bloch das Oratorium Ein Gebet für Danzig schrieb. Für den Andachtsraum eines Hamburger Altenheims schuf sie 1999 ein dreiflügeliges Altarbild, einen Altartisch mit einem Kreuz und ein Pult. Ingeborg von Schleswig-Holstein widmet sich seit 2003 auch der Aquarellmalerei.

## Einzelausstellungen
Ingeborg zu Schleswig-Holstein zeigt ihre Werke seit 1982 in einer Vielzahl von Einzelausstellungen. Dazu gehörten 1981 das P.S.1 in New York, 1989 der Lübecker Dom  sowie das Weltwirtschaftsforum  in Genf, die Kunsthalle Bielefeld 1994, das Kunst- und Kulturzentrum Schloss Reinbek 2000 oder im folgenden Jahr das Schleswig-Holsteinische Landesmuseum Schloss Gottorf. 2006 hatte sie eine Einzelausstellung im Landeskulturzentrum Salzau. Eine umfassende Retrospektive ihrer Werke aus 20 Jahren zeigte 2004 das Ludwig-Museum im Russischen Museum in St. Petersburg.

## Privates
Ingeborg zu Schleswig-Holstein ist seit 1991 verheiratet mit dem Medien-Unternehmer Nikolaus Broschek, Sohn des Verlegers Kurt Broschek (1884–1946). Ein gemeinsamer Sohn, Alexis, wurde 1995 geboren. Zu ihrer Herkunft sagte sie: „Der Adel spielt eine eigenartige Rolle, weil er eigentlich keine mehr spielt, gleichwohl aber Sehnsüchte bedient.“ Sie lebt und arbeitet in Hamburg.

## Sonstiges Engagement
Zu ihren Ehrenämtern gehört der Vorstandsvorsitz der Stiftung Louisenlund. Seit 2014 engagiert sie sich außerdem im Beirat der Heraeus Bildungsstiftung.